# Slavenkas van Zierikzee

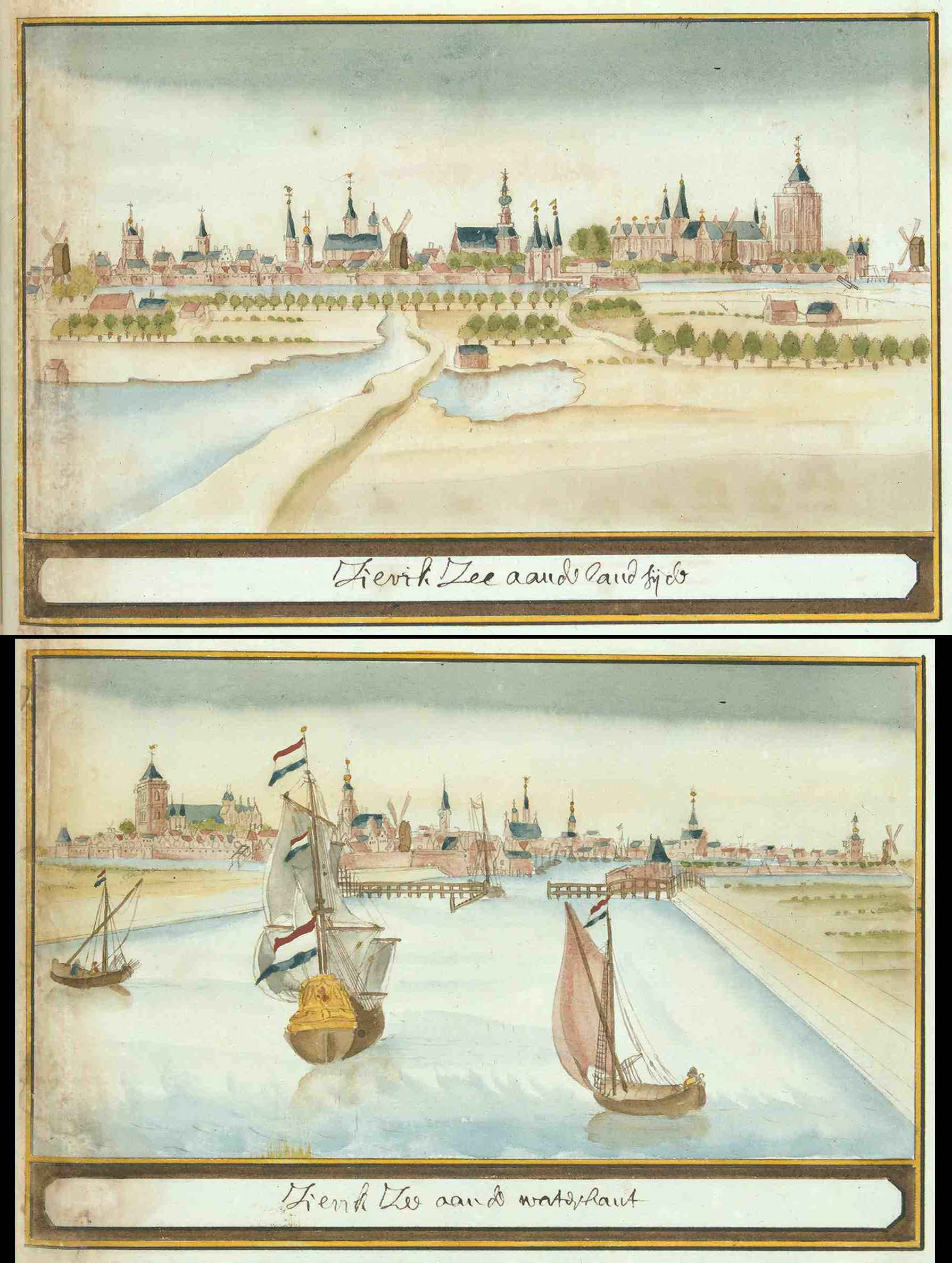
Zierikzee getekend in de Atlas van Schoemaker rond 1735.

De Slavenkas van Zierikzee is opgericht op 1 januari 1735 om gevangen genomen Zierikzeese zeelui vrij te kopen en is een nog altijd bestaande instelling. De directe aanleiding was de kaping van het Zierikzeese schip De Palmboom, dat werd opgebracht naar Salé in het huidige Marokko, een van de zwaartepunten van de Barbarijse slavenhandel. Kapitein Marinus Smul, stuurman Cornelis Jacobse Flodder en de matrozen Leendert Barentse Anker en Joos Joosse Jolle werden gevangen gehouden. In de stad werd een inzamelingsactie voor het losgeld gestart. 
Vanaf de oprichtingsdatum in 1735 moest iedere zeeman die vanuit Zierikzee vertrok (op een koopvaardijschip) een klein deel van zijn gage afdragen aan het fonds. Doordat de kas slechts zelden aangesproken werd, groeide het kapitaal na jarenlange contributies tot aanzienlijke omvang. Aan het eind van de 18e eeuw verzorgde het fonds ook andere sociale functies. Zo konden oude zeelui op kosten van het fonds wonen in het Oude Mannenhuis. De Arabische slavenhandel werd in de 19e eeuw bestreden en verminderde snel. De kas ging op zoek naar andere functies waarin hij kon voorzien en in 1851 werd een weduwenfonds ingesteld. De stad raakte in verval en het aantal koopvaardijschepen nam steeds verder af. In 1941 overleed de laatste trekkende weduwe, mevrouw J.W. Berwald-de Winter.
Door de gemeente Zierikzee werd nagedacht over een nieuwe bestemming voor het fonds. Een plan uit 1939 stelde voor om het kapitaal (86.000 gulden) te gebruiken voor de bouw van een ziekenhuis. De uitvoering van het plan duurde vrij lang en na de watersnoodramp van 1953 werd met het geld van de Slavenkas de bouw van twee nieuwe kleuterscholen gefinancierd.
De stichting wordt nog steeds bestuurd volgens haar reglement van 1735. 
De Slavenkas speelt een rol in het boek Vrijgevochten van Thea Beckman.

## Externe verwijzing
- Website van de slavenkas